# 132005 Scottmcgregor
132005 Scottmcgregor este o planetă minoră (asteroid) din centura de asteroizi. A fost descoperită pe 7 februarie 2002 la Socorro de Lincoln Near-Earth Asteroid Research. 
Obiectul prezintă o orbită caracterizată de o semiaxă mare de 2,3920893819871 UAi, o excentricitate de 0,09, o înclinație de 7,1 ° în raport cu ecliptica.